# Olympische Sommerspiele 1976/Teilnehmer (Suriname)
| Gelbes Symbol für Goldmedaillen mit stilisierten Olympischen Ringen | Graues Symbol für Silbermedaillen mit stilisierten Olympischen Ringen | Braundes Symbol für Bronzemedaillen mit stilisierten Olympischen Ringen |
| ------------------------------------------------------------------- | --------------------------------------------------------------------- | ----------------------------------------------------------------------- |
| —                                                                   | —                                                                     | —                                                                       |

Suriname nahm bei den Olympischen Sommerspielen 1976 in Montreal mit drei Sportlern teil.

## Teilnehmer nach Sportarten

### Judo
- Ricardo Elmont
Mittelgewicht (bis 80 kg): 9. Platz

### Leichtathletik
- Sammy Monsels
100 Meter: mit 10,61 Sekunden im Viertelfinale ausgeschieden
200 Meter: mit 21,29 Sekunden im Viertelfinale ausgeschieden
- Roy Botse
800 Meter: mit 1:49,85 Minuten im Vorlauf ausgeschieden